# Сергий III (папа)
Сергий III (на латински: Sergius PP. III) е римски папа от 29 януари 904 г. до 14 април 911 г.
Тъй като Сергий III е единствения папа, за който се знае че е поръчал убийство на друг папа и единствения папа, чийто незаконен син по-късно също става папа (Йоан XI), неговия понтификат е описан като „мрачен и позорен.“ Той е един от малкото папи, които не сменят рожденото си име след като са избрани на този пост.